# Начос

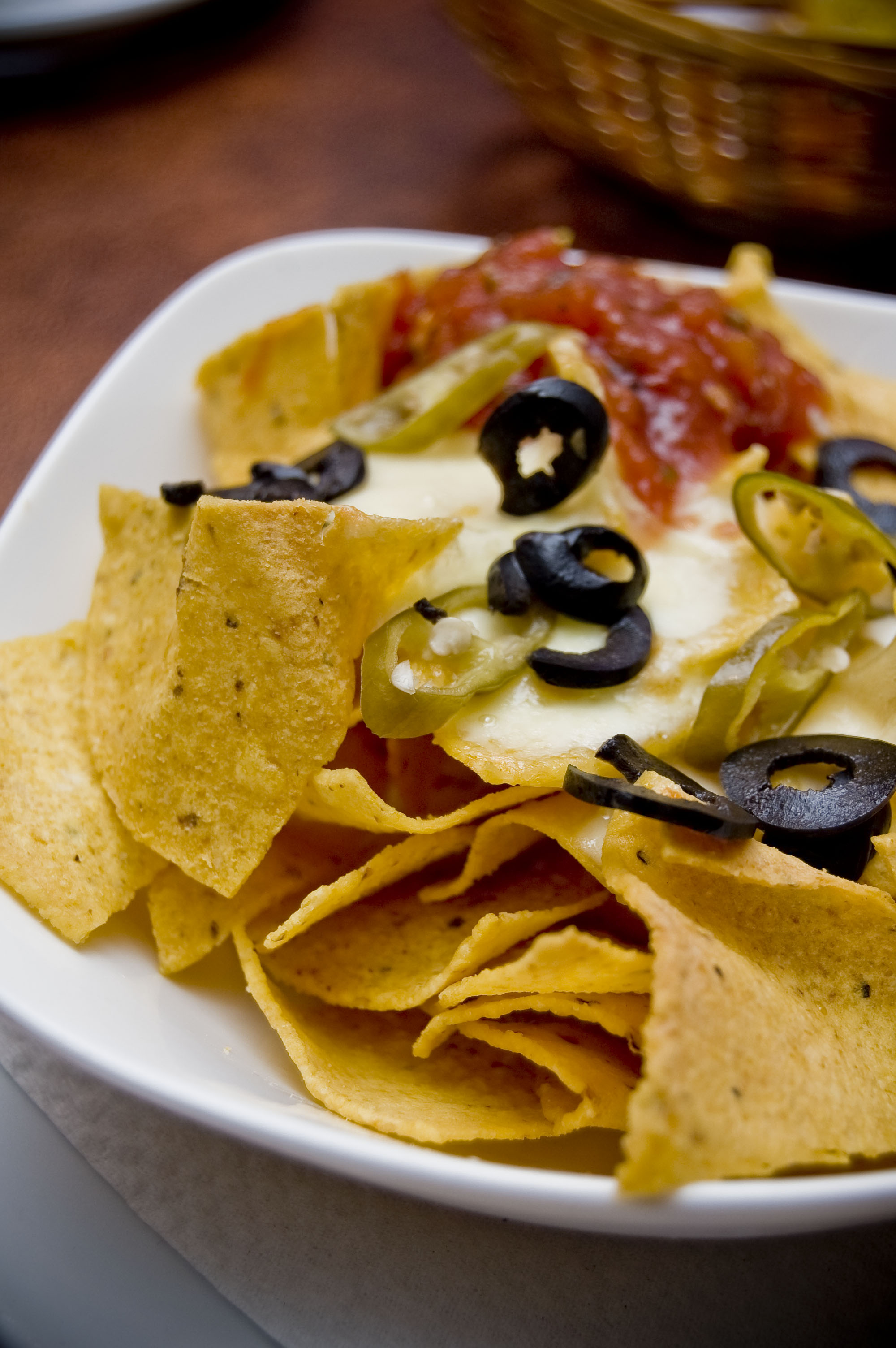
Начос із сиром, оливками, перцем халапеньйо, сметаною і соусом сальса

На́чос (ісп. nachos) — популярна закуска мексиканської кухні, що являє собою чипси з тортильї з різними топпінгами. З начос подають соуси, заправки, салати, їх також додають в різні страви. Вперше вони були створені близько 1943 року, і складалися зі смажених маїсових чипсів і плавленого сиру.
Начос також може бути окремою стравою, яку подають на пластиковій таці, з двома відділеннями для чипсів і соусу або на тарілці, де чипси вже политі соусом (наприклад, чилі кон кесо).

## Історія
Начос з'явилися вперше в місті П'єдрас-Неграс, штат Коауїла, Мексика, на кордоні з техаським містом Ігл-Пас у ресторані «Вікторі Клаб», господарем якого був Родольфо де лос Сантос. Одного разу в 1943 році десять жінок американських солдатів, розквартированих у Форті Дункан неподалік від Ігл-Пас, були в П'єдрас-Неграс за покупками. Після чого вони зайшли в той ресторан, перед його закриттям. Метрдотель Ігнасіо «Начо» Анайя запропонував їм страву, яку він щойно приготував з того, що знайшов на кухні: тортильї та сиру. Анайя нарізав тортильї у формі трикутників, додав лонгхорнського чедера, швидко нагрів все це і приправив перцем халапеньйо. Він сервірував страву і назвав її Nachos especiales (Начо — скорочена форма імені Ігнасіо).

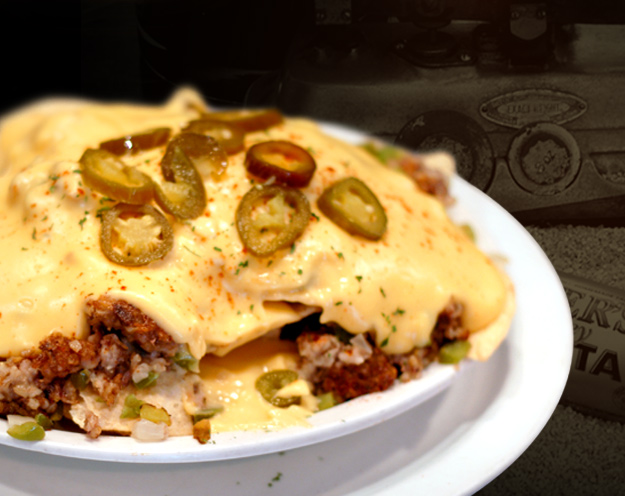
Начос у Німеччині

Анайя продовжив роботу в ресторані Модерно в П'єдрас-Неграс, який досі використовує оригінальний рецепт. Також Анайя відкрив у П'єдрас-Неграс свій власний «Ресторан Начос». Рецепт начос від Анайя був надрукований у кухонній книзі Святої Анни в 1954 році.
Популярна страва швидко розповсюдилась по всьому Техасу. Перше вживання слова «Nachos» в англійській мові відносять до 1949 року у книзі «Смак Техасу». Кажуть що, офіціантка Кармен Роха представила цю страву в ресторані Ель Холо Мексикан в Лос-Анджелесі в 1959 році.